# Église Saint-Alfège de Greenwich
Pour les articles homonymes, voir Église Saint-Alphège.
L'église Saint-Alfège (anglais : St Alfege Church) est une église située au centre de la ville de Greenwich, dans le district du même nom. D'origine médiévale, l'église est reconstruite de 1712 à 1714 sur un plan de Nicholas Hawksmoor.

## L'église d'origine
Dédiée à saint Alfège (ou Alphège), elle est édifiée à l'endroit où cet archevêque de Cantorbéry est tué par les Vikings, le 19 avril 1012. La seconde église est construite au même endroit vers 1290. C'est là qu'Henri VIII est baptisé en 1491. L'ancienne église médiévale dont les fondations sont affaiblies par les enterrements successifs aussi bien à l'intérieur qu'à l'extérieur, s'effondre au cours d'une tempête en 1710,

## Enterrements célèbres
Plusieurs personnalités ont été enterrées à Saint-Alfège, à l'intérieur ou aux alentours de l'église.
- Thomas Tallis, mort en 1585, compositeur et organiste de la Renaissance
- James Wolfe, mort en 1759, général britannique
- Henry Kelsey mort en 1724, explorateur du Canada.
- Lavinia Fenton, morte en 1760, actrice[3].
- John Julius Angerstein (mort en 1823), homme d'affaires, courtier de Lloyds et collectionneur d'art a été marguillier de l'église au début du XIXe siècle et y est également enterré

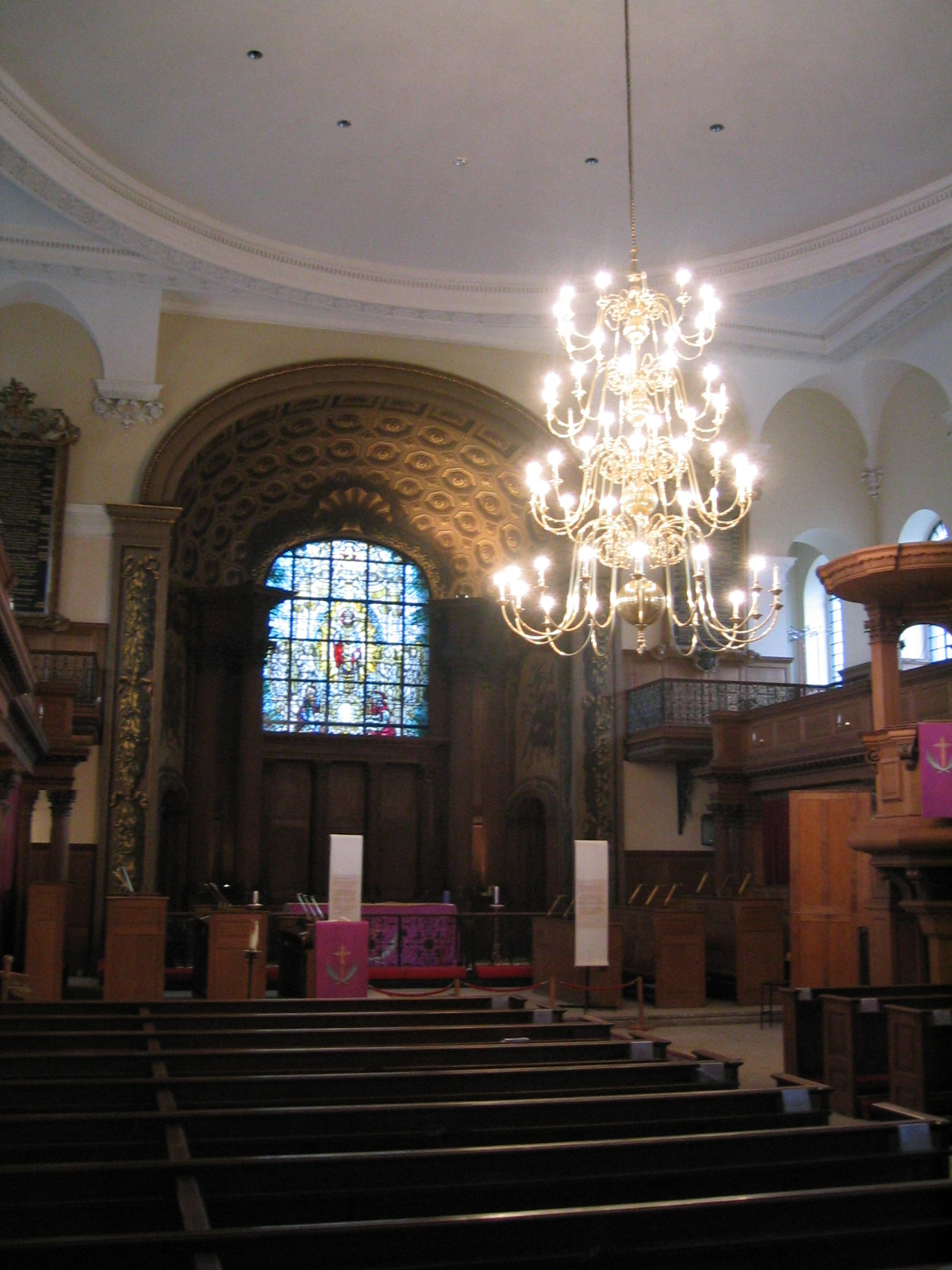
L'intérieur de l'église Saint-Alfège

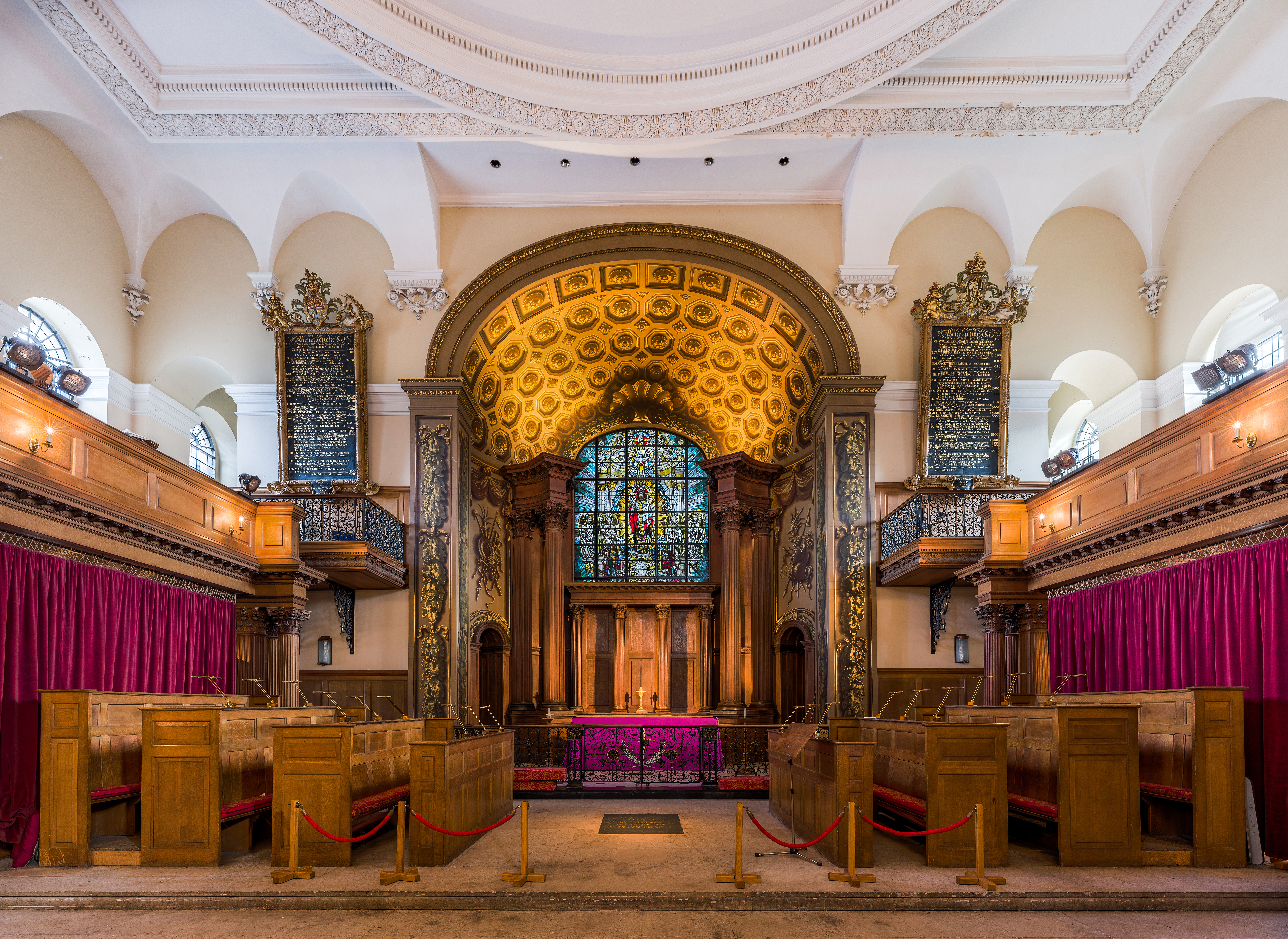
Autre vue de l'intérieur.

## Littérature
Dans le roman de Charles Dickens L'Ami commun, Bella Wilfer épouse John Rokesmith dans l'église Saint-Alfège